# Scala di rappresentazione

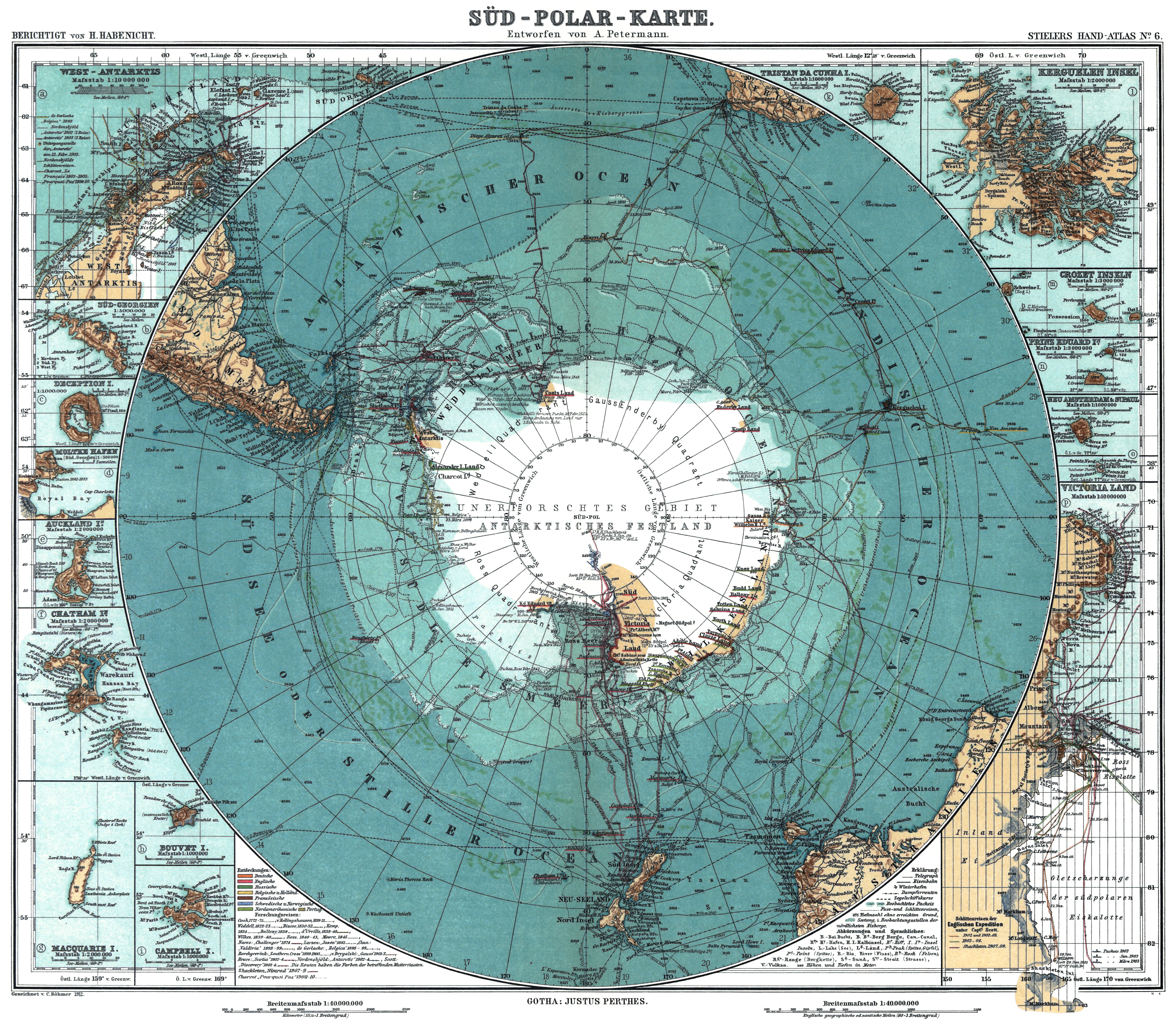
Carta dell'Antartide del 1912, in scala 1: 40.000.000

La scala di rappresentazione di una carta geografica è il rapporto tra una distanza sulla carta e la distanza corrispondente sul terreno. Questo semplice concetto è complicato dalla curvatura della superficie terrestre, che costringe la scala a variare su una carta per evitare distorsioni. A causa di questa variazione, il concetto di scala diventa significativo in due modi distinti: 
- il primo è il rapporto tra la dimensione del globo generatore e la dimensione della Terra. Il globo generatore è un modello concettuale su cui la Terra è ristretta e da cui viene proiettata la carta. Il rapporto tra la dimensione della Terra e la dimensione del globo generatore è chiamato scala nominale (= scala principale = frazione rappresentativa ). Molte carte indicano la scala nominale e possono anche mostrare una scala lineare (a volte semplicemente chiamata "scala") per rappresentarla.
- il secondo concetto distinto di scala si applica alla variazione di scala su una carta. È il rapporto tra la scala del punto cartografato e la scala nominale. In questo caso "scala" indica il fattore di scala.

Se la regione della carta è abbastanza piccola da ignorare la curvatura della Terra, ad esempio un piano urbanistico, allora un singolo valore può essere usato come scala senza causare errori di misurazione. Nelle carte che coprono aree più grandi, o l'intera Terra, la scala può essere meno utile se non addirittura inutile nella misurazione delle distanze.
La proiezione della carta diventa fondamentale per capire come la scala varia attraverso la carta. Quando la scala varia notevolmente, può essere considerata come il fattore di scala. L’Indicatore di Tissot viene spesso utilizzato per illustrare la variazione della scala del punto su una carta.

## Storia

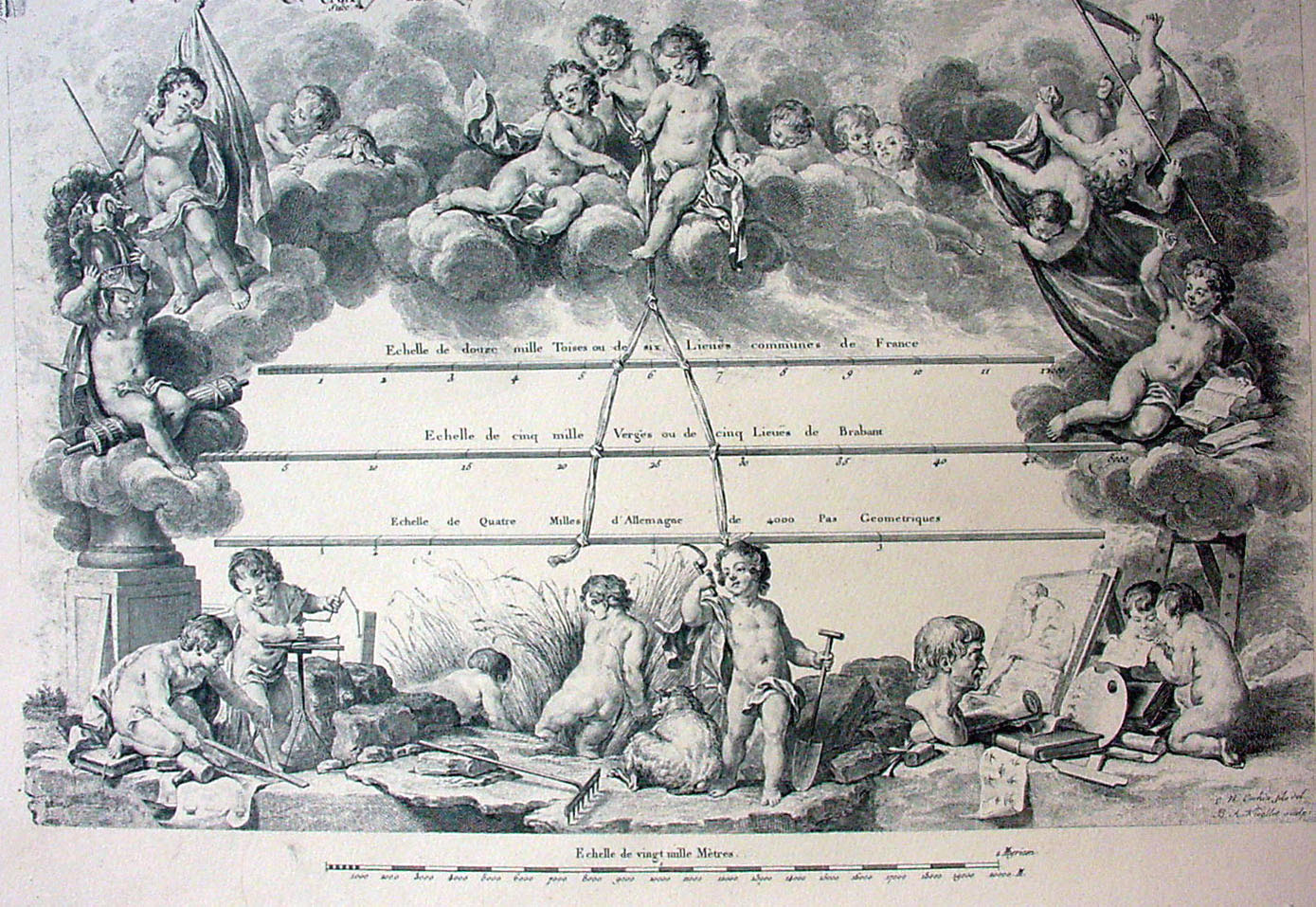
Illustrazione sulla scala delle carte, dettaglio di un'antica carta della foresta di Mormal (di circa 10000 ettari) nel nord della Francia.

Le basi per il dimensionamento quantitativo delle carte risalgono all'antica Cina: esistono testi che provano come l'idea di dimensionamento delle carte geografiche sia stata compresa dal secondo secolo a.C. Gli antichi ispettori e cartografi cinesi disponevano di ampie risorse tecniche per la produzione di carte come regoli calcolatori, squadrette da carpentiere, fili a piombo, compassi per disegnare cerchi, e tubi di puntamento per misurare l'inclinazione. Le tavole di riferimento che postulavano un sistema di coordinate nascente per identificare le posizioni erano suggerite da antichi astronomi cinesi che dividevano il cielo in vari settori o logge lunari.
Il cartografo e geografo cinese Pei Xiu del periodo dei Tre Regni creò una serie di carte di grandi dimensioni disegnandole in scala, e produsse una serie di principi che sottolineavano l'importanza di dimensionamenti coerenti, misurazioni direzionali e aggiustamenti nelle misure sul campo del terreno che veniva cartografato.

## Terminologia delle scale

### Tipi di rappresentazione in scala
Le scale di una carta geografica possono essere espresse a parole (scala lessicale), come rapporto o come frazione. Alcuni esempi sono illustrati nella tabella seguente:
| Scala lessicale                        | Scala come rapporto | Scala come frazione                                                                     |
| -------------------------------------- | ------------------- | --------------------------------------------------------------------------------------- |
| "da un centimetro a cento metri"       | 1: 10.000           | 1 / 10.000                                                                              |
| "da un pollice a un miglio"            | 1: 63,360           | 1 / 63,360                                                                              |
| "da un chilometro a 10'000 chilometri" | 1: 10.000           | 1 / 10.000 (un simile rapporto potrebbe anche essere abbreviato come una miriade greca) |

### Scala lineare e scala lessicale
Oltre a quanto sopra, molte carte contengono una o più scale lineari (grafiche). Ad esempio, alcune moderne carte britanniche hanno tre scale lineari: per chilometri, miglia e miglia nautiche.
Una scala lessicale in un linguaggio noto all'utente può essere più semplice da visualizzare rispetto a un rapporto: se la scala misura un pollice o due miglia e l'utente della carta può vedere due villaggi distanti circa due pollici sulla carta, allora è facile per capire che i villaggi sono distanti circa quattro miglia sul terreno.
Una scala lessicale può però causare problemi se è espressa in una lingua che l'utente non comprende o in unità obsolete o mal definite. Ad esempio, una scala da un pollice a un furlong (1: 7,920) sarà compresa facilmente solo da molte persone anziane in paesi in cui le unità imperiali venivano insegnate nelle scuole. Ma una scala da un pouce (pollice francese) a una lega può essere di circa 1: 144.000, a seconda della scelta del cartografo delle possibili definizioni per una lega, e solo una minoranza di utenti moderni avrà familiarità con le obsolete unità utilizzate.

### Grande, media, piccola scala
Una carta è classificata su piccola scala o su larga scala o talvolta su media scala. La piccola scala si riferisce a carte del mondo o di grandi regioni, come continenti o grandi nazioni. In altre parole, queste mostrano ampie aree di terreno su un piccolo spazio. Si definiscono “su piccola scala” perché la frazione rappresentativa è relativamente piccola.
Le carte su larga scala mostrano le aree più piccole in modo più dettagliato, ad esempio carte di province o piani urbanistici. Tali carte sono chiamate “su larga scala” perché la frazione rappresentativa è relativamente grande. Ad esempio un piano urbanistico, che è una carta su larga scala, potrebbe essere su una scala di 1: 10.000, mentre la mappa del mondo, che è una carta su piccola scala, potrebbe essere su una scala di 1: 100.000.000.
La seguente tabella descrive gli intervalli tipici per queste scale, ma non deve essere considerata un riferimento, perché non esiste uno standard:
| Classificazione | Campo di variazione       | Esempi                                                                             |
| --------------- | ------------------------- | ---------------------------------------------------------------------------------- |
| larga scala     | 1: 0 – 1: 600.000         | 1: 0,00001 per la mappa di un virus; 1: 5.000 per la pianta turistica di una città |
| media scala     | 1: 600.000 – 1: 2.000.000 | Carta di una nazione                                                               |
| piccola scala   | 1: 2.000.000 – 1: ∞       | 1: 50.000.000 per la carta del mondo; 1: 1021 per la carta della galassia          |
Questi termini sono talvolta usati nel senso assoluto della tabella, ma altre volte in senso relativo. Ad esempio, un lettore di carte il cui lavoro si riferisce esclusivamente a carte su larga scala (come illustrato in precedenza) potrebbe fare riferimento a una carta a 1: 500.000 come “su piccola scala”. Nella lingua italiana, il termine “su larga scala” viene spesso usato per indicare qualcosa di "esteso". Tuttavia, come spiegato sopra, i cartografi usano il termine "larga scala" per riferirsi a carte meno estese - quelle che mostrano un'area più piccola; ma le carte che mostrano un'area estesa sono chiamate carte "su piccola scala". Questo può essere causa di confusione.

### Variazione di scala
La mappatura lineare di grandi aree causa distorsioni evidenti a causa dell'appiattimento sulla carta della superficie della terra, notevolmente curva. La distribuzione della distorsione dipende dalla proiezione della carta. La scala varia attraverso la carta e la scala della carta indicata sarà solo un'approssimazione.

## Carte su larga scala con curvatura terrestre trascurata

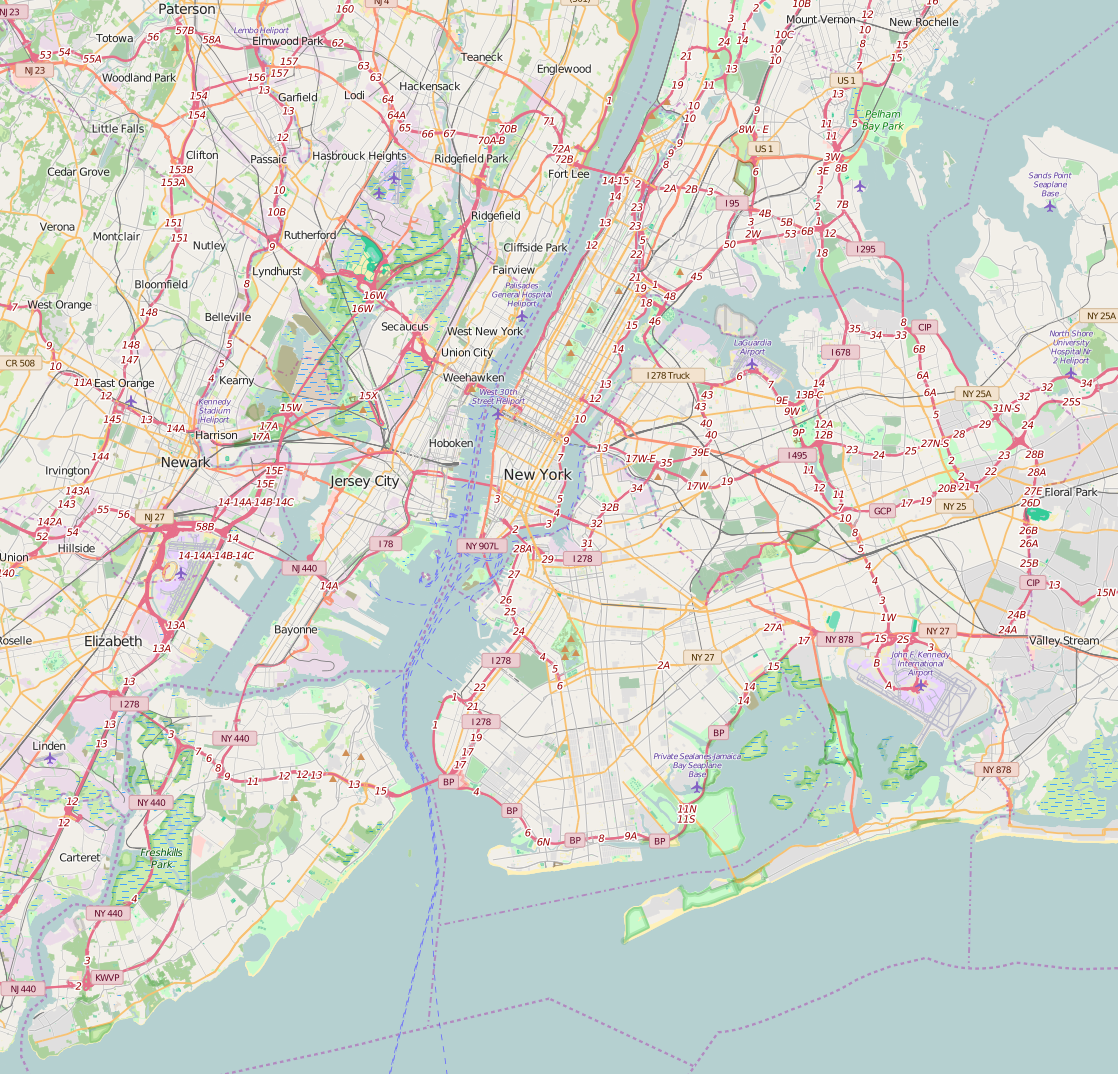
Mappa della città di New York

La regione su cui la Terra può essere considerata piatta dipende dalla precisione delle misurazioni della rilevazione. Se viene misurata limitando la precisione ad un numero intero di metri, la curvatura della Terra non è rilevabile su una distanza di circa 100 chilometri (62 miglia) e su una linea est-ovest di circa 80 km (ad una latitudine di 45 gradi). 
Se viene esaminata con precisione portata fino ad un numero intero di millimetri (1 mm = 0,039 in), la curvatura non è rilevabile su una distanza di circa 10 km dal meridiano e su una linea est-ovest di circa 8 km.
Perciò una mappa di New York con una precisione di un metro o una mappa di cantiere precisa fino a un millimetro soddisferanno entrambe le condizioni di cui sopra anche se la curvatura terrestre viene trascurata. Tali mappe possono essere ottenute mediante rilevazione aerea e mappate da disegni in scala in cui due punti alla stessa distanza sul disegno si trovano alla stessa distanza sul terreno. Le vere distanze a terra sono calcolate misurando la distanza sulla mappa e moltiplicando per l'inverso della frazione di scala o, equivalentemente, semplicemente usando i divisori per trasferire la separazione tra i punti sulla mappa e una scala lineare sulla mappa.

## Scala puntuale (o scala particolare)
Come dimostrato dal Teorema Egregio di Gauss, una sfera (o ellissoide) non può essere proiettata su un piano senza distorsioni. Questo è comunemente illustrato dall'impossibilità di spianare una buccia d'arancia su una superficie piana senza lacerarla e deformarla. L'unica vera rappresentazione di una sfera in scala costante è un'altra sfera, come un globo.
Data la dimensione pratica limitata dei globi, dobbiamo usare delle carte per ottenere una mappatura dettagliata. Le carte richiedono proiezioni. Una proiezione implica distorsione: una separazione costante sulla carta non corrisponde a una separazione costante sul terreno. Anche se una carta può visualizzare una scala lineare grafica, la scala deve essere utilizzata con la consapevolezza che sarà accurata solo su alcune linee della carta.